# 泉漾太郎
泉 漾太郎（いずみ ようたろう、1908年1月5日-1996年10月23日）は、日本の詩人・作家。栃木県文化協会会長を務めた。

## 略歴

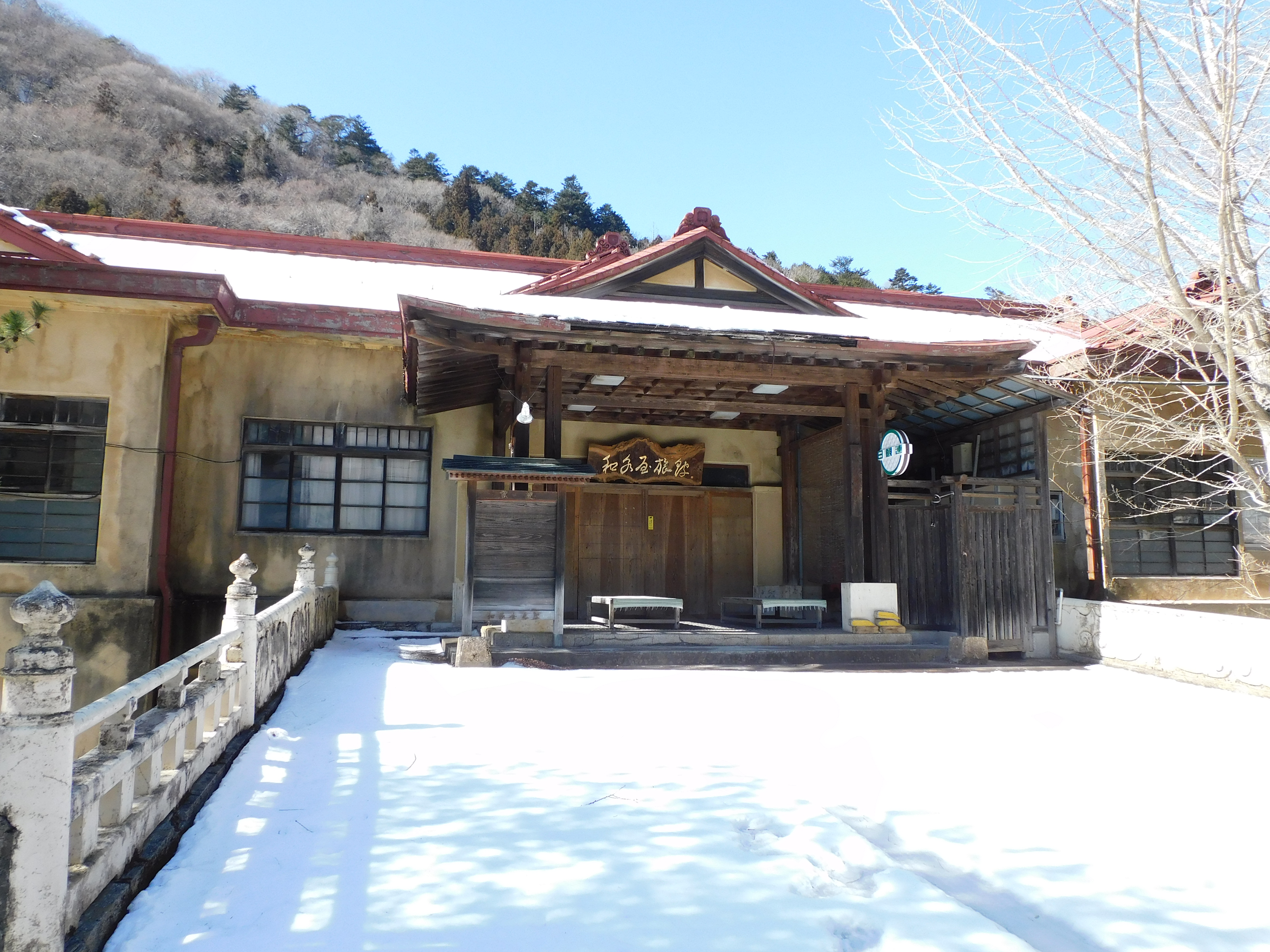
和泉屋旅館（2020年閉館）

栃木県塩原温泉郷の一つである福渡温泉の旅館・和泉屋の後継ぎとして生まれ、のち14代目主人となる。本名・田代太平。
大田原中学（現栃木県立大田原高等学校）在学中に、全国中学生文芸コンクールに応募したところ、1位入選となり、そのときの審査委員長が野口雨情だった縁から、生涯雨情に師事して詩を書いた。
竹久夢二とは親友であり、山岡荘八は義兄弟の仲であった。旅館には、山岡が命名した『竜胆（りんどう）の間』という部屋もあった。旅館に逗留した新鷹会の時代小説作家たちとも交わった。のち小説も書く。

## 著書
- 『夢を追ふ 民謡集』真砂社出版部 1928
- 『旅情 泉漾太郎民謡集』詩人界社 1940
- 『農村うたものがたり』新小説社 1943
- 『盂蘭盆夜話』新小説社 1955
- 『こんばんは 民謡集』中央公論事業出版 1978
- 『下野民謡物語』丸ノ内出版 1979
- 『野口雨情回想 雨情精神と童心教育』筑波書林(ふるさと文庫) 1980
- 『いろは紅葉 名妓塩原高尾太夫伝』講談社出版サービスセンター 1991
- 『花妖殺生石 九尾狐後日譚』講談社出版サービスセンター、1993

## 校歌作詞
- 栃木県立大田原高等学校
- 大田原市立西原小学校
- 宇都宮市立雀宮中央小学校
- 宇都宮市立横川西小学校
- 宇都宮市立岡本北小学校[7]
- 那須町立黒田原中学校
- 那須塩原市立三島中学校
- 那須町立東陽中学校
- さくら市立氏家小学校[8]